# Ingo Emmerich
Ingo Emmerich (Nettersheim, 30 de enero de 1950) es un expiloto de motociclismo alemán, que compitió en el Campeonato del Mundo de Motociclismo desde 1974 hasta 1983.

## Biografía
Inició su carrera en el motociclismo en 1969 y en 1974 ya había ganada el título nacional alemán en la categoría de 50cc.
Su carrera en el Mundial fue en casa y no pudo acabar mejor ya que fue un de los pocos debutantes en llevarse la victoria. De hecho, el GP de Alemania de 50cc de 1974 fue su único triunfo en un Gran Premio en toda su carrera. Esta victoria también se vio facilitado por el hecho de que la carrera en cuestión fue boicoteada por la mayoría de los pilotos insignes de la época.
Estuvo en el Mundial hasta 1983 sempre con una Kreidler. Repitió un podio con un tercer puesto en el GP de Alemania de 50cc de 1979 y su mejor clasificación fue un octavo puesto en la clasificación final de 50cc en 1978.

## Resultados en el Campeonato del Mundo
Sistema de puntuación desde 1969 hasta 1987:
| Posición | 1.º | 2.º | 3.º | 4.º | 5.º | 6.º | 7.º | 8.º | 9.º | 10.º |
| Puntos   | 15  | 12  | 10  | 8   | 6   | 5   | 4   | 3   | 2   | 1    |

### Carreras por año
(Carreras en negrita indica pole position; Carreras en cursiva indica vuelta rápida)
| Año  | Clase | Equipo   | 1       | 2       | 3       | 4       | 5       | 6       | 7       | 8       | 9      | 10      | 11    | 12     | 13      | 14     | Pts. | Pos. |
| ---- | ----- | -------- | ------- | ------- | ------- | ------- | ------- | ------- | ------- | ------- | ------ | ------- | ----- | ------ | ------- | ------ | ---- | ---- |
| 1974 | 50cc  | Kreidler | FRA -   | ALE 1   |         | NAC -   |         | NED Ret | BEL 18  | SUE -   | FIN -  | CHE -   | YUG - | ESP -  |         |        | 15   | 12.º |
| 1975 | 50cc  | Kreidler |         | ESP 13  |         | ALE 9   | NAC -   |         | NED 15  | BEL 18  | SUE -  | FIN Ret |       | YUG -  |         |        | 2    | 27.º |
| 1976 | 50cc  | Kreidler | FRA Ret |         | NAC -   | YUG -   |         | NED 13  | BEL 13  | SUE -   | FIN 14 |         | ALE - | ESP -  |         |        | 0    | -    |
| 1977 | 50cc  | Kreidler |         |         | ALE 9   | NAC Ret | ESP Ret |         | YUG 11  | NED 11  | BEL 16 | SUE -   |       |        |         |        | 2    | 24.º |
| 1978 | 50cc  | Kreidler |         | ESP Ret |         |         | NAC Ret | NED 6   | BEL Ret |         |        |         | ALE 8 | CHE 11 | YUG 5   |        | 14   | 8.º  |
| 1979 | 50cc  | Kreidler |         |         | ALE 3   | NAC 8   | ESP Ret | YUG Ret | NED Ret | BEL 5   |        |         |       |        | FRA -   |        | 19   | 9.º  |
| 1980 | 50cc  | Kreidler | NAC 14  | ESP 14  |         | YUG Ret | NED Ret | BEL 17  |         |         |        | ALE 5   |       |        |         |        | 6    | 14.º |
| 1981 | 50cc  | Kreidler |         |         | ALE Ret | NAC 9   |         | ESP 8   | YUG Ret | NED 7   | BEL 21 | RSM 10  |       |        |         | CHE -  | 10   | 14.º |
| 1982 | 50cc  | Kreidler |         |         |         | ESP 15  | NAC 9   | NED Ret |         | YUG -   |        |         |       |        | SNR Ret | GER 10 | 5    | 16.º |
| 1983 | 50cc  | Kreidler |         | FRA 4   | NAC 8   | ALE 8   | ESP -   |         | YUG Ret | NED Ret |        |         |       | RSM -  |         |        | 14   | 12.º |